# Laccornellus lugubris
Laccornellus lugubris är en skalbaggsart som först beskrevs av Aubé 1838.  Laccornellus lugubris ingår i släktet Laccornellus och familjen dykare. Inga underarter finns listade i Catalogue of Life.